# اسنوشو اسپرینگز (کالیفرنیا)
اسنوشو اسپرینگز (به انگلیسی: Snowshoe Springs) یک منطقهٔ مسکونی در ایالات متحده آمریکا است که در شهرستان کالاوراس، کالیفرنیا واقع شده‌است. اسنوشو اسپرینگز ۱٬۴۸۹ متر بالاتر از سطح دریا واقع شده‌است.